# Les Dieux du jeu 3 : Les Débuts
Ne doit pas être confondu avec Les Dieux du jeu 3 : Retour à Shanghai.
Série
L'Arnaqueur de Hong Kong
(1994) From Vegas to Macau
(2014)
Pour plus de détails, voir Fiche technique et Distribution.
Les Dieux du jeu 3 : Les Débuts (賭神3之少年賭神, Do san 3: Chi siu nin do san) est une comédie hongkongaise écrite, produite et réalisée par Wong Jing et sortie en 1996 à Hong Kong.
C'est la préquelle des Dieux du jeu (1989), le personnage de Chow Yun-fat étant repris par Leon Lai, et raconte comment Ko Chun est devenu le « Dieu du jeu ».

## Synopsis
Ko Chun (Leon Lai), un jeune orphelin sous la tutelle de Kent (Chung King-fai), un joueur vétéran, apprend le jeu après de son mentor. Lors d'un tournoi pour le titre de « Dieu du jeu », il est sérieusement blessé par Kent qui gagne le tour final et sombre dans le coma.
Il est aidé par son ami d'enfance Sept (Anita Yuen) et ses amis So (Cheung Tat-ming (en)) et Lung Wu (Jordan Chan), un ancien militaire qui finit par devenir le garde du corps de Ko Chun
Pendant ce temps, Ko Ngo (Francis Ng), son rival, remporte le titre de « Dieu du jeu ».

## Fiche technique
- Titre original : 賭神3之少年賭神
- Titre international : Les Dieux du jeu 3 : Les Débuts
- Réalisation : Wong Jing
- Scénario : Wong Jing
- Production : Wong Jing
- Société de production : Golden Harvest, BoB and Partners Co. Ltd. (en), Golden Movies International et Win's Movie Production et Samico
- Société de distribution : Golden Harvest
- Pays d'origine :  Hong Kong
- Langue originale : cantonais
- Format : couleur
- Genre : comédie
- Durée : 110 minutes
- Dates de sortie :
  - Hong Kong : 14 décembre 1996
  - Taïwan : 1er février 1997

## Distribution
- Leon Lai : Ko Chun
- Anita Yuen : Sept
- Jordan Chan : Lung Wu
- Gigi Leung : Kent Hing
- Francis Ng : Ko Ngo
- Chung King-fai : Kent
- Cheung Tat-ming (en) : So
- Elvis Tsui : Tai-Chin
- Collin Chou : le tueur vietnamien